# 中國武術段位制
中國武術段位制是中國武術協會所制定的評價習武者武術水平的標準制度，於1998年開始實施。

## 段位等级
1. 段前级：一级、二级、三级
2. 段位：分為初段位、中段位和高段位。
  1. 初段位：一段、二段、三段
  2. 中段位：四段、五段、六段
  3. 高段位：七段、八段、九段
3. 榮譽段位：分為荣誉中段位和荣誉高段位。
  1. 荣誉中段位：荣誉四段、荣誉五段、荣誉六段
  2. 荣誉高段位：荣誉七段、荣誉八段、荣誉九段

## 歷史
1998年實施。
2009年10月，由国家体育总局武术运动管理中心、武术研究院和中国武术协会組織眾多專家編寫的《中国武术段位制系列教程》在法兰克福书展举行全球首发式，並送交洛桑奥林匹克博物馆收藏。2011年，《中国武术段位制系列教程》由高等教育出版社出版。
在2011年，中國武術協會陸續发布了《中国武术段位制管理办法》、《中国武术段位技术考试办法》、《关于加快武术段位制标准化管理体系建设的通知》、《中国武术段位制手册》等文件。同年5月30日，中国武术协会段位制工作委员会於北京市成立，高小军当选主任；此後中國各地的武協也陸續設立段位制工作委员会。
2011年6月24日，中國武術段位制標準化管理體系正式啟動，同時開通中国武术段位制官方网站。
2014年5月6日，国家体育总局和中华全国体育总会联合印发《武术段位制推广十年规划》。

## 外部連結
- 官方网站
- 《中国武术段位制手册》（增订版）（页面存档备份，存于）
- 中國武術協會官方網站（页面存档备份，存于）